# Волинське князівство

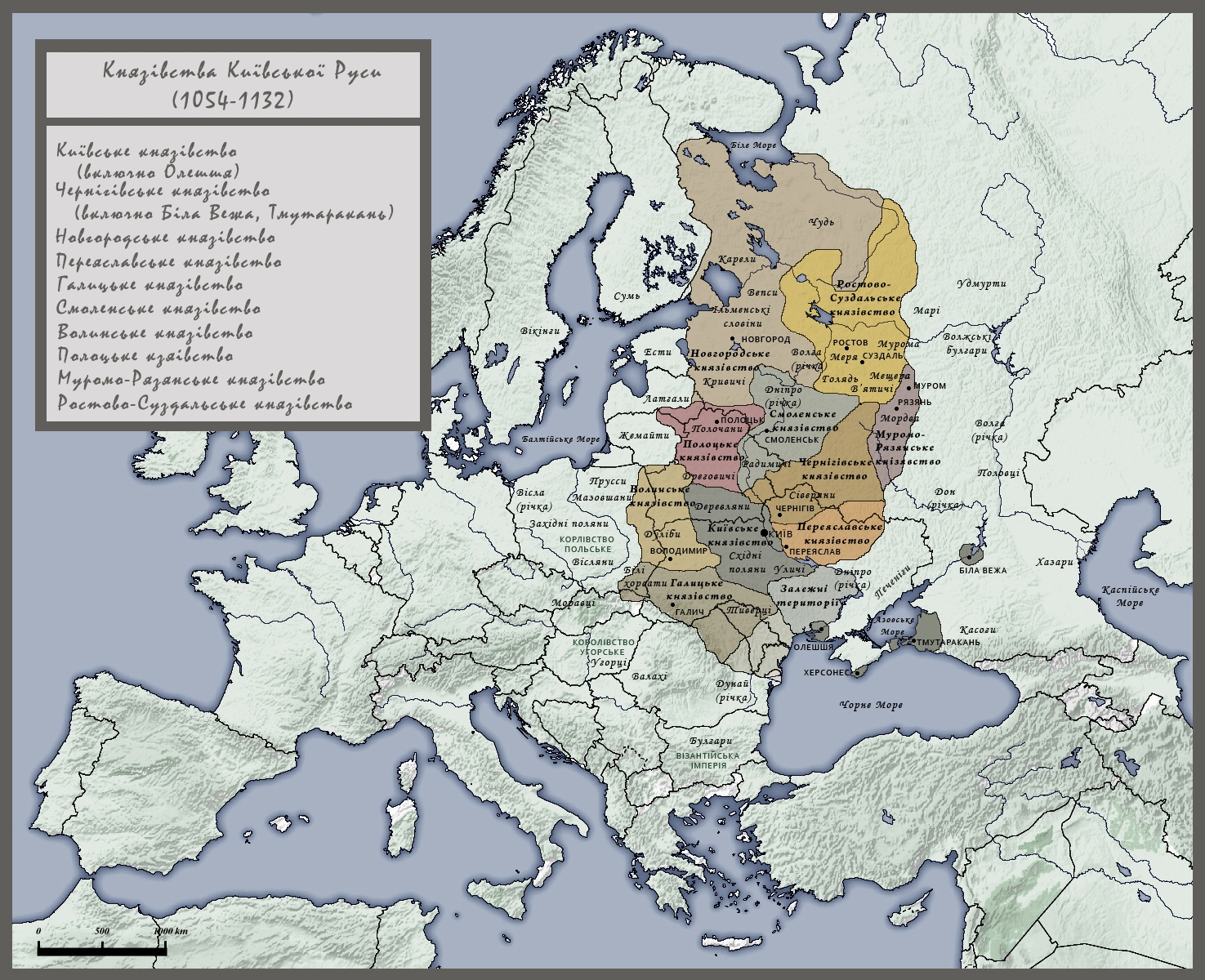
Князівства Русі у 1054–1132 рр.

Волинське князівство або Володимирське князівство — західне руське князівство династії Рюриковичів на території сучасної Волині з центром у місті Володимирі.

## Історія
Утворилося на землі волинян. Із Х ст. входило до складу Русі. Центром князівства був Володимир. Першим князем у 988 році став син Володимира Святославича Всеволод. Започатковане старшим сином Ярослава Мудрого Ізяславом по смерті батька.
1084 року в результаті виділення з Волинського князівства під владою синів князя Ростислава Володимировича відокремилось Перемиське князівство.
В 1154 розділилося на Володимирське і Луцьке. Далі історія Волинського князівства зосереджується у Володимирському князівстві, на чолі якого став Мстислав II Ізяславич. Наприкінці 1160-х років воно було поділене між його синами. У другій половині XII ст. Волинсько-Володимирське князівство перетворюється на одне з найсильніших у Давній Русі. Найбільшої могутності воно досягло за князювання Романа Мстиславича (1170–1205). Роман Мстиславич об'єднав Володимирське князівство з Галицьким. Луцьке князівство залишалося напівсамостійним до 1228, коли увійшло до Волинського князівства Василька Романовича — складової частини Волинсько-Галицького князівства. Князівство займало територію по Бугу, Стиру, Горині й правих притоках Прип'яті.

## Князі
| Володимирські князі           | Володимирські князі | Володимирські князі                                                         |
| Князь                         | Роки                | Примітки                                                                    |
| ----------------------------- | ------------------- | --------------------------------------------------------------------------- |
| Всеволод I Володимирович      | 987–1013            |                                                                             |
| Святослав Ярославич[джерело?] | ?1013—1054          |                                                                             |
| Ігор Ярославич                | 1054—1057           |                                                                             |
| Ростислав Володимирович       | 1057–1060           |                                                                             |
| Олег Святославич              | 1074–1077           |                                                                             |
| Ярополк Ізяславич             | 1078-1087           | осаджений Всеволодом за участь в війні зі Святославовичами                  |
| Давид Ігорович                | 1087–1099           | отримав в уділ від Всеволода; позбавлений володіння на витечівському з'їзді |
| Мстислав I Святополкович      | 1099                |                                                                             |
| Ярослав Святополкович         | 1100–1118           | по смерті брата                                                             |
| Роман I Володимирович         | 1118–1119           | посаджений батьком Володимиром Мономахом                                    |
| Андрій I Добрий               | 1119–1135           | по смерті брата                                                             |
| Ізяслав I Мстиславич          | 1135–1141           |                                                                             |
| Святослав ІІІ Всеволодович    | 1141–1146           |                                                                             |
| Володимир I Андрійович        | 1146–1149           |                                                                             |
| Святополк Мстиславич          | 1149                | поступився братові                                                          |
| Ізяслав I Мстиславич          | 1149–1151           | вдруге; перейшов до Переяслава                                              |
| Святополк Мстиславич          | 1151–1154           | вдруге                                                                      |
| Володимир II Мстиславич       | 1154–1157           | по смерті брата                                                             |
| Мстислав II Ізяславич         | 1157–1170           |                                                                             |
| Святослав III Мстиславич      | 1170–1173           |                                                                             |
| Роман II Мстиславич           | 1173–1188           |                                                                             |
| Всеволод II Мстиславич        | 1188                |                                                                             |
| Роман II Мстиславич           | 1188–1205           | вдруге                                                                      |
| Данило I                      | 1205–1206           |                                                                             |
| Святослав IV Ігоревич         | 1206–1207           |                                                                             |
| Данило I                      | 1207–1208           | вдруге                                                                      |
| Олександр I Всеволодич        | 1208–1215           |                                                                             |
| Данило I                      | 1215–1238           | втретє                                                                      |
| Василько Романович            | 1238–1269           | від брата                                                                   |
| Володимир III                 | 1269–1288           | по смерті батька                                                            |
| Мстислав III Данилович        | 1288–1292           | по смерті двоюрідного брата                                                 |
| Лев I                         | 1292–1301           | по смерті брата                                                             |
| Юрій I Львович                | 1301–1308           | по батькові                                                                 |
| Андрій II та Лев II           | 1308–1323           | по батькові                                                                 |
| Володимир IV                  | 1323–1325           | по батькові                                                                 |
| Юрій-Болеслав Тройденович     | 1325–1340           | запрошений боярами                                                          |
| Любарт                        | 1340–1366           | ще в 1325 отримав Східню Волинь                                             |
| Олександр II Коріятович       | 1366–1370           |                                                                             |
| Любарт                        | 1370–1384           | вдруге                                                                      |
| Федір Любартович              | 1384–1390           |                                                                             |
| Федір Любартович              | 1431                | вдруге                                                                      |
| Свидригайло Ольгердович       | 1440–1452           | титулувався як Великий князь                                                |